# Ruben Knab
Ruben Abel Knab (Ede, 10 febbraio 1988) è un canottiere olandese.

## Biografia
Ha rappresentato i Paesi Bassi ai Giochi olimpici estivi di Londra 2012 nel quattro senza, dove si è piazzato 5º con Kaj Hendriks, Boaz Meylink e Mechiel Versluis.
Ai mondiali di Ottensheim 2019 ha vinto l'argento nel otto, con Simon van Dorp, Björn van den Ende, Jasper Tissen, Maarten Hurkmans, Bram Schwarz, Mechiel Versluis, Robert Lücken e Aranka Kops.
Ha fatto la sua seconda apparizione olimpica a Tokyo 2020 nell'otto, classificandosi 5º con Simon van Dorp, Björn van den Ende, Jasper Tissen, Maarten Hurkmans, Bram Schwarz, Mechiel Versluis, Robert Lücken e Eline Berger.
Ai mondiali di Račice 2022 ha conquista il bronzo nel 4 senza, con Ralf Rienks, Sander de Graaf e Rik Rienks.
Agli europei di Bled 2023 è salito sul terzo gradino del podio nell'8, con Nicolas van Sprang, Rik Rienks, Jan van der Bij, Sander de Graaf, Jacob van de Kerkhof, Ralf Rienks, Mick Makker e Dieuwke Fetter.

## Palmarès
- Giochi olimpici

Parigi 2024: argento nell'otto.
- Mondiali

Ottensheim 2019: argento nell'otto;
Račice 2022: bronzo nel 4 senza;
- Europei

Siviglia 2013: bronzo nell'otto;
Račice 2017: bronzo nell'otto;
Glasgow 2018: argento nell'otto;
Lucerna 2019: bronzo nell'otto;
Poznań 2020: bronzo nell'otto;
Varese 2021: bronzo nell'otto;
Monaco di Baviera 2022: argento nel 4 senza;
Bled 2023: bronzo nell'otto;